# Drapeau de l'Ingouchie

Le drapeau de l'Ingouchie (en russe : Флаг Ингушетии, flag Ingouchetii) est l’un des symboles de la république d'Ingouchie, l’une des républiques de Russie.
Il a été adopté le 13 mai 1994, et le 11 juillet 1999 dans sa forme actuelle. Le 11 juillet est par ailleurs le jour de la fête nationale ingouche, créée par décret du chef de la république d'Ingouchie le 11 septembre 2014.

## Description
La loi initiale de la république d'Ingouchie relative à son drapeau national le définit ainsi :

« Le drapeau national de la république d'Ingouchie se présente sous la forme d'un rectangle blanc, au centre duquel se trouve un symbole solaire sous la forme d'un cercle rouge avec trois rayons en arc provenant de celui-ci. Le rapport entre la largeur et la longueur du drapeau est de 1:2.
Il y a deux bandes vertes, au bord de la partie supérieure et inférieure du drapeau. Chacune d'entre elles équivaut à 1/6 de la largeur totale du drapeau. Le rayon du cercle à l'intérieur du symbole solaire représente 1/6 de la largeur du drapeau. Chacun des trois rayons du symbole solaire est un demi-cercle, dont le rayon intérieur représente 1/8 de la largeur du drapeau. La largeur de la bande, donnant une circonférence au symbole solaire et à ses rayons, équivaut à 1/36 de la largeur du drapeau.
Les rayons sont placés équitablement le long de la circonférence du symbole solaire et orientés dans le sens inverse des aiguilles d'une montre,. »

Le rapport entre la largeur et la longueur du drapeau est changé le 11 juillet 1999, passant de 1:2 à 2:3.
Dans la première version du drapeau, le disque intérieur au symbole solaire équivalait à 1/3 de la largeur du drapeau, et non 1/6.

### Symbolisme
Dans la religion et la philosophie des peuples Nakhs, le symbole solaire au centre du drapeau représente non seulement le soleil et l’univers, mais également la conscience de l’unité de l'esprit du passé, du présent, et du futur, ainsi que l’infinité des choses. Les rayons arqués et leur orientation représentent la rotation de la Terre autour du soleil, inverse à celle des aiguilles d'une montre, le disque blanc au milieu représentant le soleil sur son axe.
Le rouge rappelle la lutte du peuple Ingouche pour sa survie et la défense de ses terres. Le blanc symbolise la pureté de la pensée et de l'action nationale ingouche. Le vert symbolise quant à lui l'éveil, l'abondance, la fertilité des terres ainsi que l'Islam, religion majoritaire en Ingouchie.

## Anciens drapeaux

Drapeau de 1994 à 1999